# 에드워드 제임스 올모스
에드워드 제임스 올모스(Edward James Olmos, 1947년 2월 24일 ~ )는 미국의 배우이다.

## 출연 작품
- 블레이드 러너 2049
- 코코 - 차차론 역
- 더 웨이 홈 - 엑슬 역
- 더 데블 해즈 어 네임 (감독, 조연)